# Ruine bei Oberreut
Die Ruine bei Oberreut, ist eine abgegangene Turmhügelburg (Motte) in Form eines wallartigen Erdhügels im so genannten „Oberreuter Wald“ nahe dem heutigen Stadtteil Oberreut in Karlsruhe in Baden-Württemberg.
Vermutungen legen nahe, dass es sich um eine Turmhügelburg aus dem 11. Jahrhundert handelt. Nach derzeitigem Wissensstand (Dezember 2010) gehörte sie wohl zur Grafschaft Forchheim (Rheinstetten). Die Burg wurde ursprünglich – wohl aus strategischen Gründen (Nähe zu einer alten Reichsstraße mit Ost-West-Streckenverlauf) – vom ansässigen Adel in Form eines Wehrturms mit umlaufenden Wassergraben angelegt. Ob die Grafen von Forchheim die Erbauer sind, oder die Burg gar ihr Stammsitz war, ist bis dato noch unbekannt, wäre aber nicht unwahrscheinlich, da auch das nahegelegene Daxlanden lange Zeit von Forchheim abhängig war. In einer frühen topographischen Karte aus Frankreich wurde die Burg als ein Chateau zwischen Grünwinkel und Forchheim benannt. Oberreut existierte zum Zeitpunkt der Erbauung noch nicht, die Gemarkung gehörte bis 1961 zur Gemeinde Bulach.
Vermutlich wurde die Motte schon vor Jahrhunderten in einem der zahlreichen Kriege und Fehden in der Region zerstört. Wiederentdeckt wurden die Reste 2006 von einem ortsansässigen Hobbyarchäologen. Von der ehemaligen Anlage ist oberflächlich nur ein Erdhügel mit umlaufenden Graben zu sehen. Die exakte Position wird derzeit aus Sicherungsgründen (Metalldetektorgänger, Vandalismus) noch nicht veröffentlicht. Die Turmhügelburg wurde in die Denkmalliste der Stadt Karlsruhe aufgenommen. Die Anlage, bei der keinerlei sichtbaren Mauerreste mehr vorhanden sind, bedarf – nach Auskunft des Regierungspräsidiums Karlsruhe aus dem Jahr 2010 – derzeit keiner weiteren Konservierung. 